# Кайседо с прът
„Кайседо с прът“ (на английски: Caicedo (with Pole)) е американски късометражен ням филм от 1894 година на режисьора и продуцент Уилям Кенеди Диксън с участието на известния по това време венецуелски акробат Хуан Кайседо, заснет в студиото при лабораториите на Томас Едисън в Ню Джърси.

## Сюжет
В заграден двор, на чийто фон се вижда съседска къща, камерата заснема в профил Хуан Кайседо, който стои върху въже, опънато между два стълба, балансирайки с прът за овчарски скок, който държи в двете си ръце. Той прави няколко крачки по въжето, отскача и приземявайки се отново на краката си върху въжето се подготвя за следващия си номер.

## В ролите
- Хуан Кайседо[3]

## Интересни факти
- „Кайседо с прът“ е първият в историята филм, заснет с кинетограф във външна среда.
- В наши дни, копие от филма се съхранява в „Американската академия за кинематографични изкуства и наука“.[4]